# 瑪麗亞·拉斯卡里娜
瑪麗亞·拉斯卡里娜（希臘語：Μαρία Λασκαρίνα，約1206年—1270年6月16日或7月14日），匈牙利王后，尼西亞皇帝狄奧多爾一世·拉斯卡里斯的女兒。

## 家庭
1218年，瑪麗亞和匈牙利國王安德烈二世的長子貝拉（日後的貝拉四世）結婚，兩人共有2子5女：
1. 金加（1224年—1292年），波蘭大公夫人
2. 安娜（英语：Anna of Hungary, Duchess of Macsó）（1226年—1285年），Macsó公爵夫人
3. 伊莉莎白（英语：Elizabeth of Hungary, Duchess of Bavaria），巴伐利亞公爵夫人
4. 約蘭達（英语：Yolanda of Poland）（1235年—1298年），大波蘭公爵夫人
5. 伊什特萬（1239年—1272年），匈牙利國王
6. 瑪格麗特（1242年—1270年），道明會修女
7. 貝拉（1243年—1269年），斯拉沃尼亞公爵